# Gary Hibbs
Gary Thomas Hibbs (sinh ngày 26 tháng 1 năm 1957) là một cầu thủ bóng đá người Anh thi đấu ở Football League ở vị trí tiền vệ.